# ЛСД
ЛСД (ЛСД-25, LSD, от нем. Lysergsäurediethylamid — диэтиламид d-лизергиновой кислоты; разг. «кислота», «лизер», «Люси») — психоделик класса лизергамидов.
Химические названия: N,N-диэтиламид лизергиновой кислоты; N,N-диэтиллизергоиламид. Условные названия и шифры: LSD; LSD-25; Lysergide, Delysid. Химическая формула вещества: C20H25N3O. В русскоязычной медицинской литературе советского периода для обозначения LSD употребляются аббревиатуры ДЛК, ДЛК-25.
ЛСД долгое время считался самым известным психоделиком, использовавшимся или используемым в качестве рекреационного препарата, а также в качестве инструмента в различных трансцендентных практиках, таких как медитация, психонавтика, и в запрещённой законом (но легальной в прошлом) психоделической психотерапии. Тем не менее, в последнее время происходит вытеснение ЛСД как самого известного психоделика другим психоактивным веществом — псилоцибином.

## История

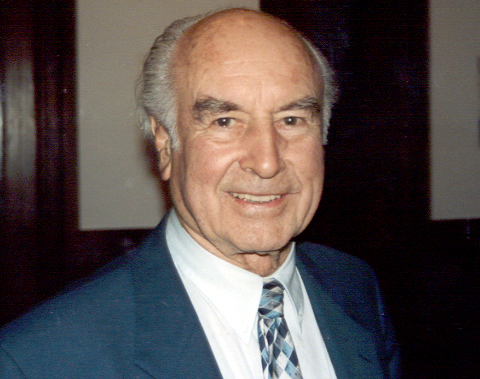
Первооткрыватель ЛСД, Альберт Хофман

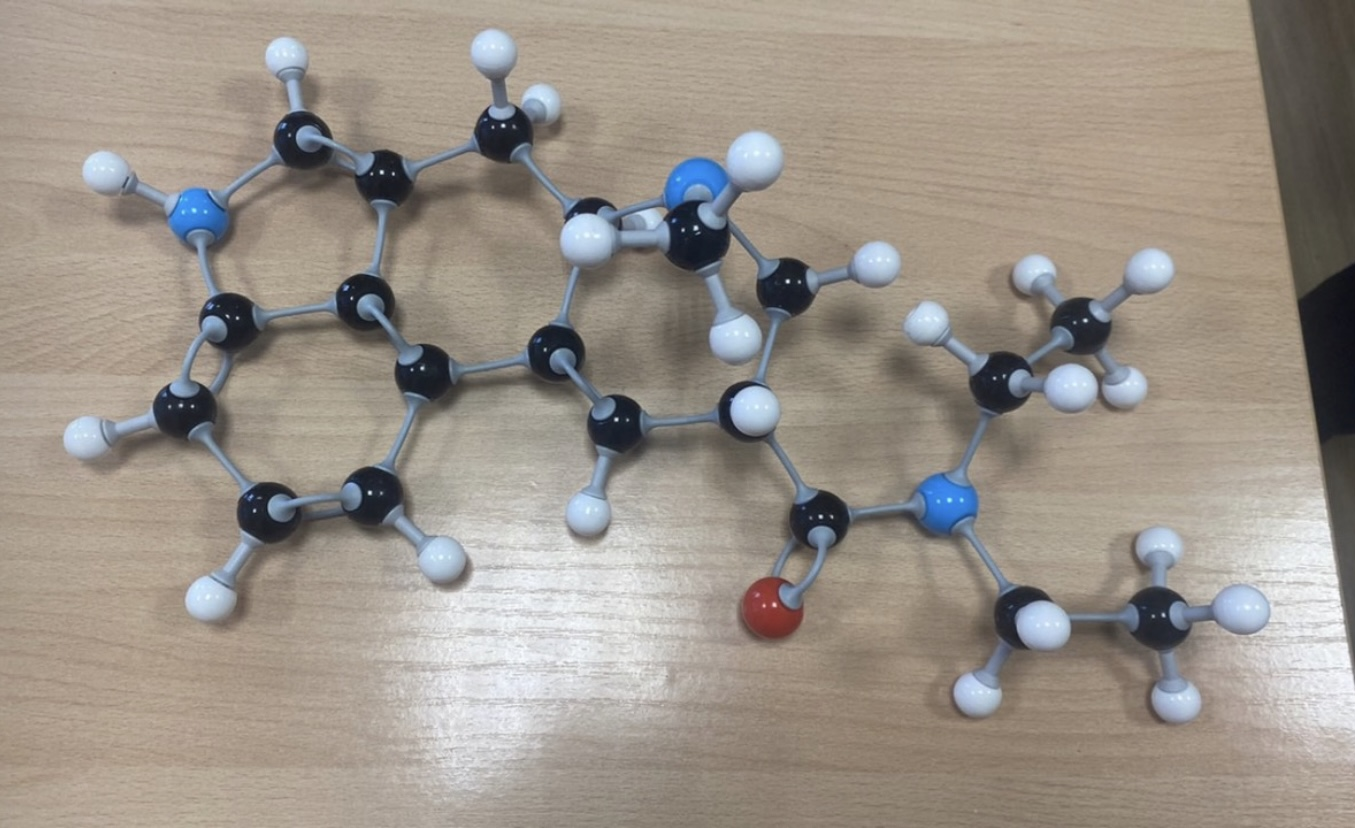
Структурная формула LSD из конструктора.

LSD-25 впервые получил в 1938 году в Базеле швейцарский химик Альберт Хофман. ЛСД получил номер 25, так как был 25-м соединением, синтезированным из лизергиновой кислоты.
Психотропные свойства этого соединения были обнаружены случайно (см. День велосипеда) 19 апреля 1943 года. Некоторое время предполагалось, что изучение нового препарата позволит понять природу шизофрении, хотя многие учёные не верили в то, что психоделический и шизофренический психоз идентичны. Несмотря на некоторые общие черты, гипотеза о единой природе шизофрении и действии ЛСД была опровергнута. Но в начале 1950-х все значительные психиатрические учреждения мира проводили эксперименты на людях и животных с использованием лекарственного препарата Delysid (делизид) швейцарской компании «Сандоз» (Sandoz) — держателя патента на это лекарство.
К началу 1950-х годов LSD-25 стал использоваться в официальной медицине. Его производили фармацевтические компании самых разных стран Европы; ЛСД применялся при лечении депрессии, назначался для улучшения памяти пациентам с амнезией, а также для лечения алкоголизма, героиновой и кокаиновой зависимости. Предпринимались попытки применения ЛСД в качестве вспомогательного препарата для психотерапии при различных формах шизофрении и при неврозах.
В некоторых странах приём ЛСД стал почти обычной составляющей преддипломной подготовки психиатра, поскольку считалось, что этот опыт помогает врачу лучше понимать пациентов, страдающих психозом.
В конце 1940-х годов в медицине стало развиваться также новое направление психоанализа, называвшееся «LSD-терапией»: в рамках этого направления терапевты изучали ЛСД-трипы своих пациентов, подобно тому как представители классического психоанализа изучали сновидения обращавшихся к ним больных. Чтобы получить право работать LSD-терапевтом, врач должен был пять раз принять ЛСД сам и около тридцати раз участвовать в «трипах» пациентов под руководством более опытного коллеги.
Первоначальные результаты медицинского использования демонстрировали большой потенциал, однако впоследствии вышедшее из-под контроля использование ЛСД в молодёжной среде приобрело слишком большой размах, что вызвало политический скандал и привело к полному запрету ЛСД для любых целей, и медицинских, и рекреационных, а также духовных (различные практики «расширения сознания», характерные для движения New Age (буквально — «Новая эра»)).
В 1960-е годы активно велись исследования ЛСД. Преданными огласке оказались эксперименты, проведённые ЦРУ (США) в рамках программы проект «МК-Ультра». Воздействие ЛСД также исследовалось рядом учёных в университетах США и других стран. Наибольшую известность, вероятно, получили исследования Станислава Грофа и Тимоти Лири. Последний вёл активную пропаганду данного психотропного вещества, считая, что полезный эффект от него превышает возможные побочные. Кроме того, он давал ЛСД некоторым студентам, не предупреждая их о его наименовании, как часто практиковалось в тот период при исследовании психоделиков. Впоследствии Тимоти Лири активно преследовался властями, в том числе и из-за своей агрессивной позиции о пользе «расширения сознания» для человека.
По Америке прокатилась волна увлечения психотропными веществами и ЛСД, которая сильно повлияла на формирование контркультуры 60-х и 70-х.
Широко известной стала фраза доктора Лири, превратившаяся в девиз сторонников употребления психоделиков: «Turn on, tune in, drop out» («Включись, настройся, выпадай»). Под словом выпадай имелся в виду уход от консервативных нравов и образа жизни основной части общества. Социальные и политические реалии того времени, возможно, послужили одной из причин запрета ЛСД (в то время развилось движение хиппи). Отмечается также, что причиной запрета стали трагические исходы опьянения ЛСД, «экспериментов на себе»:313.
Как отмечает российский психиатр и нарколог А. Г. Данилин, в период особой популярности ЛСД «в американских газетах практически ежедневно можно было прочитать сенсационные сообщения о самоубийствах, убийствах и членовредительстве после приёма LSD», «в Америке второй половины 60-х годов резко возросло число психотических пациентов».
С 6 октября 1966 года в США было запрещено производство, распространение и употребление ЛСД:141, препарат запретили даже для лабораторного исследования:313.
В 1977 году в ходе слушаний в сенате США директор ЦРУ Стэнсфилд Тёрнер признал, что ЦРУ с начала 1960-х годов проводило серию экспериментов с использованием ЛСД на людях без их согласия и их ведома. Таким экспериментам подверглось множество американцев, среди которых были, в частности, заключённые, пациенты психиатрических больниц и пациенты онкологических центров, медсёстры, «другой медицинский персонал». У некоторых подопытных при этом «появились первые симптомы шизофрении». Данная серия экспериментов известна как «МК-Ультра»
Летом 2005 года в «Британском журнале психиатрии» (англ. «The British Journal of Psychiatry») была опубликована статья, в которой поднимается вопрос о возможности разрешения использования ЛСД в медицинских целях по причине предполагаемого положительного эффекта, который может оказать данное вещество на людей. Впоследствии независимый медицинский журнал «The Lancet» в редакторской статье выступил за разрешение использования ЛСД; данная статья была освещена и получила известность благодаря «The Guardian». Вопрос о легализации ЛСД в медицинском применении освещался и в связи с днём рождения Альберта Хофмана (в январе 2006 года ему исполнилось 100 лет). Некоторые учёные считают, что запрет ЛСД иррационален по своей природе. По мнению различных исследователей, среди которых, вероятно, наиболее известен Станислав Гроф, применение ЛСД способно привести к значительному психотерапевтическому эффекту, облегчению мигреней, лечению алкоголизма.
Спонсированием, проведением современных исследований в области психоделиков и вопросами изменения политики относительно ЛСД и других психоактивных веществ в медицине и психотерапии занимается, в частности, Мультидисциплинарная ассоциация психоделических исследований, основанная в 1986 году, и Исследовательский институт Хеффтера.
Американская государственная организация — Food and Drug Administration (FDA) — ещё в 1995 году освещала исследования возможности медицинского применения ЛСД и переоценки отношения к психоделическим веществам в университетах Балтимора и Майами. В 2001 году FDA дала разрешение на клинические исследования действий психоделиков (в данном случае MDMA). Также в текущее время эта организация рассматривает возможности исследования медицинского применения ЛСД в случаях с особенно тяжёлыми мигренями, ею разрешены пилотные исследования различных психоделиков. Об изменении отношения к ЛСД говорит то, что FDA дала добро на исследование влияния ЛСД на нейротрансмиттеры мозга с привлечением людей.
Несмотря на свой нелегальный статус, ЛСД продолжает интересовать исследователей своими положительными целебными свойствами. Существуют несколько институтов, продолжающих активные исследования ЛСД, таких как Фонд Бекли (англ. Beckley Foundation), MAPS и Фонд Альберта Хофмана.

## Механизм действия

### Фармакодинамика

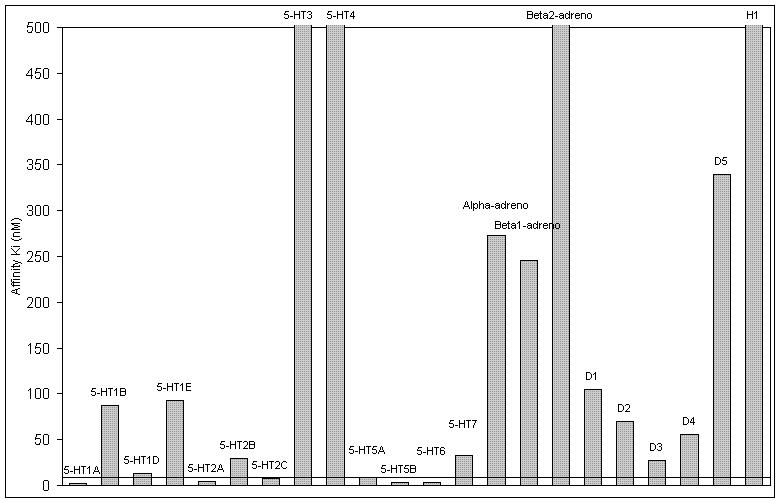
Связывающее сродство ЛСД к различным рецепторам. Чем ниже константа диссоциации (Ki), тем сильнее ЛСД связывается с этим рецептором (то есть имеет более высокое сродство). Горизонтальная линия представляет приблизительное значение концентрации ЛСД в плазме крови человека, и, следовательно, сродство к рецепторам, которое находится выше этой линии, вряд ли будет связано с действием ЛСД. Данные, усреднённые по данным из базы данных Ki.

Большинство серотонинергических психоделиков не являются в значительной степени дофаминергическими, и поэтому ЛСД нетипичен в этом отношении. Антагонист дофаминового рецептора D2 под действием ЛСД может способствовать его психоактивным эффектам у людей.
ЛСД связывается с большинством подтипов рецепторов серотонина, за исключением 5-HT3 и 5-HT4 рецепторов. Однако на большинство этих рецепторов действует слишком низкое сродство, чтобы их можно было в достаточной степени активировать при концентрации в мозге приблизительно 10-20 нМ. У людей, рекреационная доза ЛСД может влиять на 5-НТ-1А (Кi = 1,1 нМ), 5-НТ-2А (Кi = 2,9 нМ), 5-НТ2В (Кi = 4,9 нМ), 5-НТ2С (Кi = 23 нМ), 5-НТ-5А (Кi = 9 нМ), и 5-НТ6 рецепторов (Кi = 2,3 нМ). Хотя рецепторы 5-HT5B, обнаруженные у грызунов, отсутствуют у людей, они также обладают высоким сродством с ЛСД. Психоделические эффекты ЛСД объясняются перекрёстной активацией гетеромеров рецепторов 5-НТ2А. Многие, но не все агонисты 5-НТ2А являются психоделиками, а антагонисты 5-НТ2А блокируют психоделическую активность ЛСД. ЛСД проявляет функциональную селективность в отношении рецепторов 5-НТ2А и 5НТ2С в том смысле, что он активирует фермент передачи сигнала фосфолипазу А2 вместо активации фермента фосфолипазы С, как это делает эндогенный лиганд серотонин.
Неизвестно, как именно ЛСД производит свои эффекты, но считается, что он работает, увеличивая выброс глутамата в коре головного мозга и, следовательно, возбуждает эти области, особенно в слоях IV и V. Было показано, что ЛСД, как и многие другие наркотики, используемые в развлекательных целях, активирует пути, связанные с DARPP-32. Препарат усиливает распознавание протомеров рецепторов дофамина D2 и сигнализацию комплексов рецепторов D2-5-HT2A, что может способствовать его психотическим эффектам. Было показано, что ЛСД обладает низким сродством к рецепторам H1, проявляя антигистаминные эффекты.
LSD является предвзятым агонистом, который индуцирует конформацию в рецепторах серотонина, которая предпочтительно рекрутирует β-аррестин, а не активирует G-белки. ЛСД имеет исключительно долгое время пребывания в связи с рецепторами серотонина, в течение нескольких часов, что согласуется с длительными эффектами ЛСД, несмотря на его относительно быстрый период полураспада. Кристаллическая структура 5-HT2B, связанного с ЛСД, выявляет внеклеточную петлю, которая образует крышку над диэтиламидным концом связывающей полости, что объясняет медленную скорость отсоединения ЛСД от рецепторов серотонина. Родственный эргин (ЛСА), в котором отсутствует диэтиламидный фрагмент, гораздо менее галлюциноген по сравнению с ЛСД.

### Фармакокинетика
Действие ЛСД обычно длится от 6 до 12 часов в зависимости от дозы, переносимости, массы тела и возраста. Фармацевтическая компания Sandoz, принадлежащая Альберту Хофману, предупреждала: «периодические аффективные расстройства иногда могут сохраняться в течение нескольких дней». В 1964 году Агаджанян и Бинг обнаружили, что у ЛСД период полураспада из плазмы в организме составляет 2,9 часа. Однако, используя более точные методы, Папак и Фольц в 1990 году сообщили, что 1 мкг/кг перорального ЛСД, введённого одному добровольцу-мужчине, имел очевидный период полувыведения из плазмы в течение 5 часов с максимальной концентрацией в плазме 5 нг/мл через 3 часа после приёма вещества.
Фармакокинетика ЛСД не была должным образом определена до 2015 года, что неудивительно для препарата с настолько низкой активностью в мкг, которой обладает ЛСД. В выборке из 16 здоровых людей было обнаружено, что однократная пероральная доза ЛСД в объёме 200 мкг обеспечивает среднюю максимальную концентрацию 4,5 нг/мл в среднем через 1,5 часа (диапазон 0,5—4 часа) после введения. Концентрации ЛСД снижались в соответствии с кинетикой первого порядка с периодом полураспада 3,6 ± 0,9 часа и конечным периодом полураспада 8,9 ± 5,9 часа.
Эффекты введённой дозы ЛСД длились до 12 часов и были тесно коррелированы с концентрациями ЛСД, присутствующими в обращении с течением времени, при этом острой переносимости не наблюдалось. Только 1 % препарата было выведено с мочой без изменений, в то время как 13 % было выведено в качестве основного метаболита 2-оксо-3-гидрокси-ЛСД (О-Н-ЛСД) в течение 24 часов. O-H-ЛСД образуется ферментами цитохрома Р450, хотя конкретные участвующие ферменты неизвестны, и, по-видимому, неизвестно, является ли O-H-ЛСД фармакологически активным или нет. Пероральная биодоступность ЛСД была грубо оценена примерно в 71 % с использованием предыдущих данных о внутривенном введении ЛСД. Выборка была поровну разделена на мужчин и женщин, и не было обнаружено значительных половых различий в фармакокинетике ЛСД.

## Химия

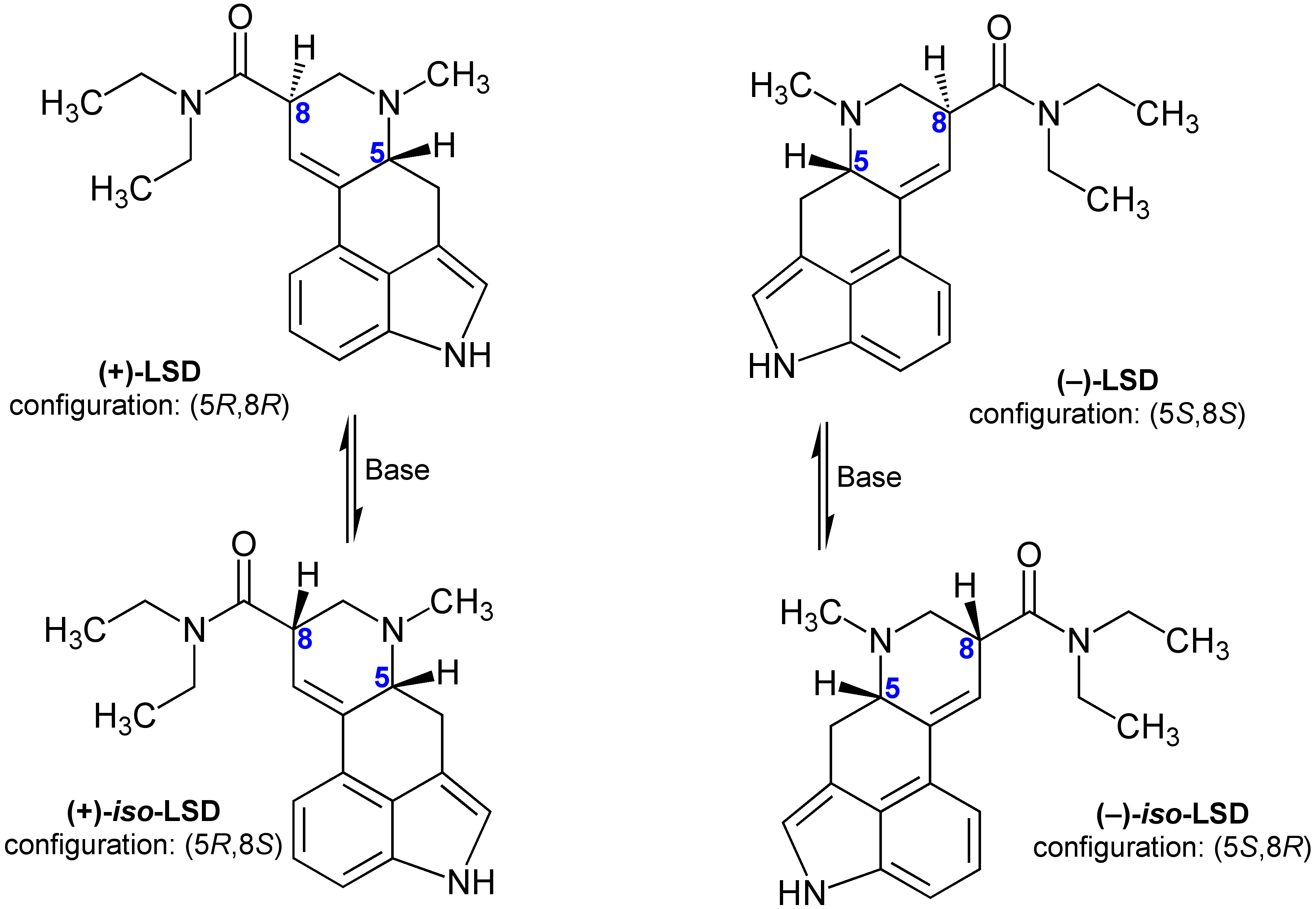
Четыре возможных стереоизомера ЛСД.

ЛСД представляет собой хиральное соединение с двумя стереоцентрами на атомах углерода С-5 и С-8, так что теоретически могут существовать четыре различных оптических изомера ЛСД. ЛСД, также называемый (+)-D-ЛСД, имеет абсолютную конфигурацию (5R, 8R). Изомеры C-5 лизергамидов не существуют в природе и не образуются при синтезе из d-лизергиновой кислоты. Ретроспективно стереоцентр C-5 можно проанализировать как имеющий ту же конфигурацию альфа-углерода природной аминокислоты L-триптофана, предшественника всех биосинтетических соединений эрготинина.
Однако, ЛСД и изо-ЛСД, два изомера С-8, быстро взаимопревращаются в присутствии оснований, поскольку альфа-протон является кислотным и может быть депротонирован и репротонирован. Непсихоактивный изо-ЛСД, который образовался во время синтеза, можно разделить с помощью хроматографии и изомеризовать в ЛСД.
Чистые соли ЛСД триболюминесцентны, испускают небольшие вспышки белого света при встряхивании в темноте. ЛСД сильно флуоресцирует и будет светиться голубовато-белым цветом под ультрафиолетовым излучением.

### Синтез
ЛСД синтезируют из лизергиновой кислоты, добываемой из спорыньи, сумчатого гриба, представляющего собой изогнутые рожки тёмно-фиолетового цвета, паразитирующего на злаковых растениях (например, на ржи, реже на пшенице, луговых злаках). В настоящее время специально селекционированные штаммы спорыньи культивируют полевым способом на злаках (чаще всего на ржи, тритикале), и методами сапрофитной культуры, в биореакторах.
Существует много способов синтеза ДЛК. Для получения амида необходима активация карбоксильной группы лизергиновой кислоты. Для этого лизергиновую кислоту переводят в её производное, с «легко уходящей группой» при нуклеофильной атаке диэтиламина. Наиболее известными такими производными лизергиновой кислоты являются её азид, хлорангидрид (который можно получить с использованием оксихлорида фосфора (POCl3), пентахлорида фосфора (PCl5), оксалилхлорида, фосгена (COCl2), тионилхлорида (SOCl2)), смешанные ангидриды (с ангидридом серной кислоты (SO3), или трифторуксусной кислоты, или эфирами хлоругольной кислоты), активные эфиры (с замещёнными фенолами (пентафторфенолом, пентахлорфенолом, п-нитрофенолом и т. п.)), HOBt, HOAt, HOSu, а также с использованием агентов пептидного синтеза: карбонилдиимидазола (CDI), карбодиимида (DCC, DIC, EDC), фосфониевых реагентов (PyBOP и PyAOP), аминиево/урониевых реагентов, таких как HATU, HBTU / TBTU и HCTU и другие способы. Например, известен запатентованный в 1954 году способ синтеза ЛСД и его аналогов, в ходе которого производится реакция между лизергиновой кислотой и ангидридом трифторуксусной кислоты с целью получения смешанного ангидрида лизергиновой и трифторуксусной кислоты, после чего осуществляется его взаимодействие с диэтиламином (тогда получается собственно ЛСД).

### Реактивность и деградация
«ЛСД, — пишет химик Александр Шульгин, — необычайно хрупкая молекула … Как соль, в воде, холодной и свободной от воздействия воздуха и света, она стабильна неопределённо долго».
ЛСД имеет два лабильных протона в третичных стереогенных положениях С5 и С8, что делает эти центры склонными к эпимеризации. Протон C8 более лабилен из-за присоединения карбоксамида, выводящего электроны, но удалению хирального протона в положении C5 (который когда-то также был альфа-протоном исходной молекулы триптофана) способствует индуктивное удаление азота и делокализация электронов pi с индольным кольцом.
ЛСД также обладает реакционной способностью энаминового типа из-за электронодонорных эффектов индольного кольца. Из-за этого хлор разрушает молекулы ЛСД при контакте; даже если хлорированная водопроводная вода содержит лишь небольшое количество хлора, небольшое количество соединения, характерного для раствора ЛСД, вероятно, будет удалено при растворении в водопроводной воде. Двойная связь между 8-позицией и ароматическим кольцом, будучи сопряжённой с индольным кольцом, восприимчива к нуклеофильным атакам водой или спиртом, особенно в присутствии ультрафиолетового или других видов света. ЛСД часто превращается в «люми-ЛСД», не обладающим психоактивным эффектом у людей.
Было проведено контролируемое исследование для определения стабильности ЛСД в объединённых образцах мочи. Концентрации ЛСД в образцах мочи отслеживались с течением времени при различных температурах, в различных типах контейнеров для хранения, при различном воздействии света с разной длиной волны и при различных значениях рН. Эти исследования не продемонстрировали значительной потери концентрации ЛСД при 25 °C в течение четырёх недель. После четырёх недель инкубации наблюдалась потеря концентрации ЛСД на 30 % при 37 °C и до 40 % при 45 °C. Моча, обогащённая ЛСД и хранящаяся в контейнерах из янтарного стекла или непрозрачного полиэтилена, не показала изменения концентрации ни при каких условиях освещения. Стабильность ЛСД в прозрачных контейнерах при освещении зависела от расстояния между источником света и образцами, длины волны света, времени экспозиции и интенсивности света. После длительного воздействия тепла в щёлочных условиях рН от 10 до 15 % исходного ЛСД эпимеризуется до изо-ЛСД. В кислых условиях менее 5 % ЛСД было превращено в изо-ЛСД. Было также продемонстрировано, что ничтожные количества ионов металлов в буфере или моче могут катализировать разложение ЛСД и что этого процесса можно избежать путём добавления EDTA.

## Производство

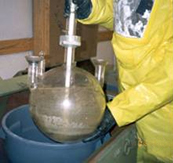
Стеклянный сосуд с ЛСД, конфискованный Управлением по борьбе с наркотиками США

Из-за того, что эффективная доза ЛСД чрезвычайно мала, из относительно небольшого количества исходного материала можно производить большое число доз. С учётом этого, перевозка запрещённого ЛСД гораздо легче, чем контрабанда других наркотиков, таких, как кокаин или марихуана.
Для производства ЛСД необходимо лабораторное оборудование и знания в сфере органической химии. На производство 30—100 граммов чистого ЛСД уходит от двух до трёх дней. Обычно ЛСД производится в небольших количествах. Это позволяет сократить потерю исходных химикатов, если химическая реакция пойдёт не так, как запланировано.
В нелегальных лабораториях синтез ЛСД часто выполняется из лизергиновой кислоты или алкалоидов эргота. Лизергиновая кислота производится из эргометрина или эрготамин тартрата. Данная технология производства приводит к созданию смеси веществ, содержащей большое количество неактивного изо-ЛСД, и других продуктов. Неактивный изо-ЛСД затем можно преобразовать в ЛСД. Среди незаконно распространяемого ЛСД довольно часто встречаются препараты, содержащие большое количество изо-ЛСД и других балластных веществ, в некоторых случаях его количество превышает количество самого ЛСД.
Крупнейшими подпольными производителями ЛСД в истории считаются американцы Пикард и Эпперсон, по данным Правительства США их арест в 2000 году привёл к снижению доступности ЛСД на чёрном рынке на 90 %.

### Формы выпуска

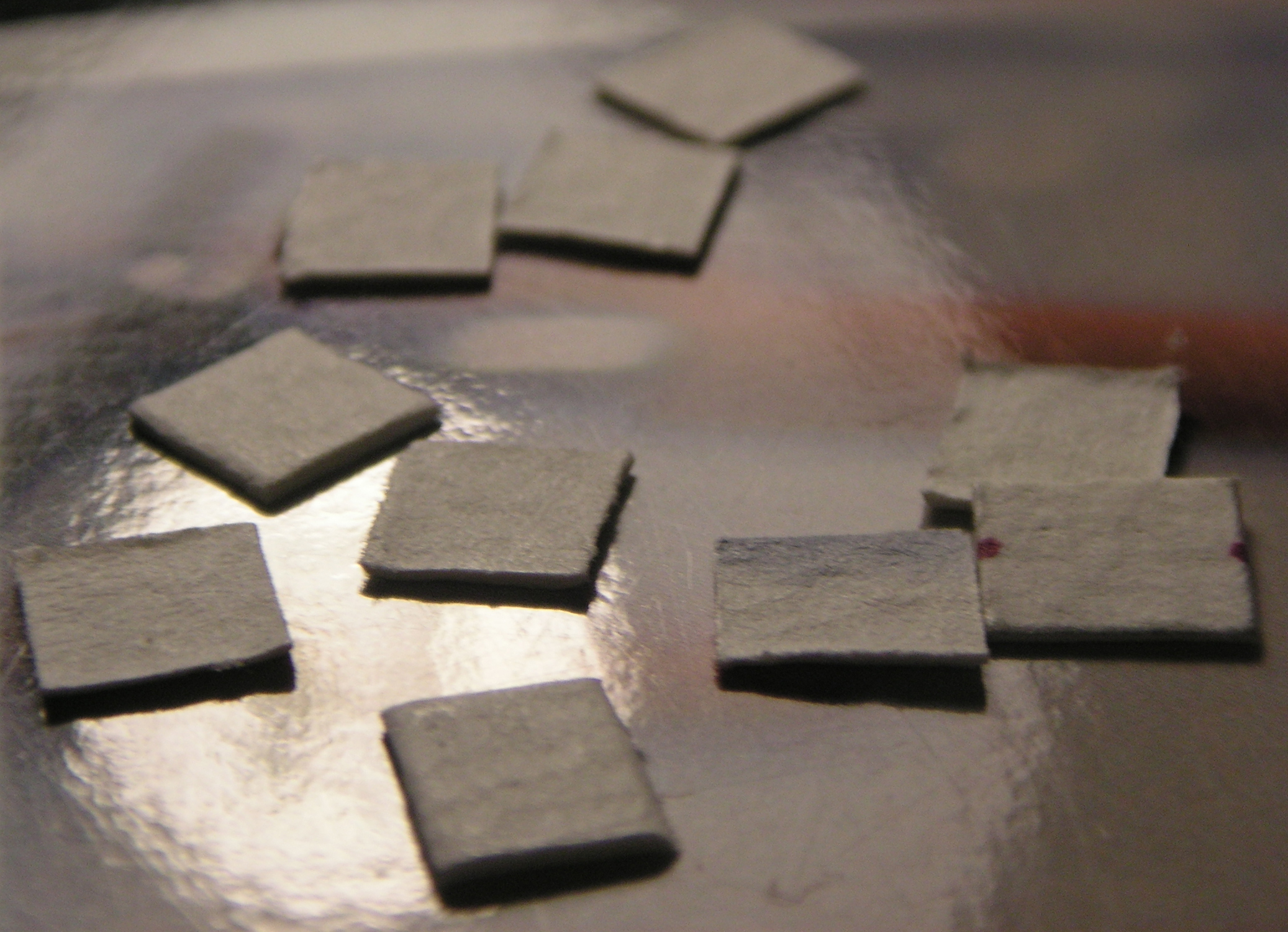
Марки с ЛСД

При выходе ЛСД в начале 1960-х годов на мировой рынок препарат продавался в виде капель вещества, нанесённых на адсорбирующую поверхность. Наиболее часто применяются для этой цели кусочки сахара, небольшие отрезки бумаги или картона, фармакологически инертные порошки, которые укладываются в пустые желатиновые капсулы. Также существует форма выпуска в виде так называемых «пирамидок», при которой ЛСД вводится в желатиновую матрицу, разрезаемую после застывания желатина на небольшие кусочки.
В начале 1970-х годов в продаже появились таблетки ЛСД, содержание препарата в которых колебалось в довольно больших пределах, от 20 до 500 мкг. Такой разброс дозировки связан с объективными трудностями при получении гомогенного порошка для таблетирования. В настоящее время таблетки распространены относительно мало, что связано с ограниченным количеством лабораторий, способных производить достаточно однородное сырьё для их создания, за исключением формы «микродот» (англ. «microdot»), таблеток произвольной формы диаметром примерно 1,6 мм, содержащих относительно стабильную дозу ЛСД в 50—100 мкг.
В начале 1980-х годов повсеместно распространился и активно используется до сих пор метод пропитки бумажных носителей. В отличие от применявшегося ранее капельного нанесения ЛСД на лист бумаги или картона, при данной методике бумажный носитель погружается в раствор препарата, что обеспечивает получение более однородного продукта. Затем эти листы разрезаются на небольшие квадраты (0,25—1 см²), содержащие 100—250 мкг вещества. На поверхности листов часто наносятся разнообразные рисунки. Эти бумажные носители — «марки» (кусочки бумаги или картона), а также желатиновые пластинки наиболее широко распространены, однако при этом продолжает существовать большое количество других форм препарата, что обусловлено способностью его эффективных доз легко адсорбироваться на самых разных носителях:142—144.

## Клинические эффекты
ЛСД, по данным большинства исследователей:335, не вызывает физическую зависимость:335. Он, как нередко утверждается, не оказывает негативного влияния на физическое здоровье человека; тем не менее при определённых обстоятельствах он способен вызывать или обострять уже имеющиеся психические расстройства. Реакции на одно и то же количество ЛСД у разных людей не только различаются, но и являются непредсказуемыми, во многих случаях неожиданно тяжёлыми, обусловливающими затяжные психотические состояния:313. Препарат может вызывать психическую зависимость:335:38 с характерной охваченностью сознания мыслями о поиске и приёме ЛСД:38. Толерантность при приёме ЛСД растёт относительно быстро, однако она быстро снижается после прекращения употребления препарата:335.

### Физиологические эффекты

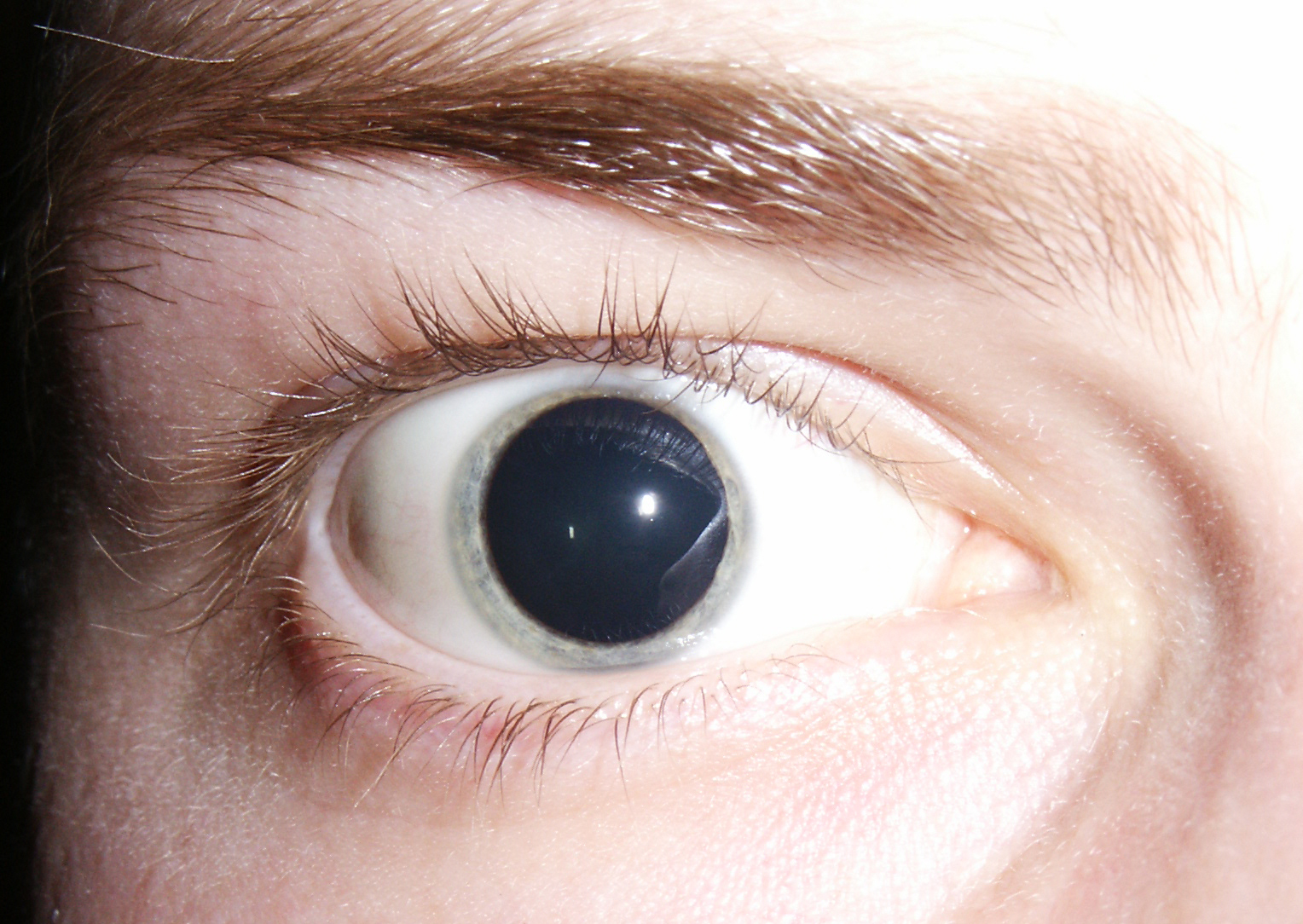
Сильное расширение зрачков — одна из реакций организма на ЛСД

Отношение возможности вхождения в зависимость к отношению обычной дозы к смертельной дозе психоактивных веществ

Приём ЛСД в очень низких дозах приводит к возникновению множества соматосенсорных и психических нарушений. Через 5—10 минут после приёма препарата развиваются проявления симпатомиметических эффектов ЛСД: тахикардия, артериальная гипертония, сильное расширение зрачков, повышение температуры тела. К другим часто возникающим в этот период соматическим эффектам относятся тошнота, головокружение, тремор, слабость, нарушения координации. Быстрое возникновение соматических симптомов обуславливает появление напряжённости, чувства тревоги, что может проявляться, например, такими реакциями, как неконтролируемый смех, плач:215.
Сообщается о реакциях, которые проявляются как схватки матки, повышение содержания сахара в крови, «гусиная кожа», аритмия, бруксизм (скрежет зубами), потоотделение, слюноотделение, рвота, мышечные спазмы, бессонница, парестезия, эмоциональная эйфория, гиперрефлексия, дрожь и синестезия. Часть пользователей сообщает также об эффектах нечувствительности тканей, слабости и тошноте. Одно из самых ранних исследований в 1960-х годах изучало вопрос использования ЛСД в качестве анальгетика (обезболивающего) для лечения хронических болей, вызванных онкологическими заболеваниями или серьёзными травмами.
Порой высказывается утверждение, что физиологически ЛСД хорошо переносится организмом и что не существует свидетельств о его долгосрочном влиянии на головной мозг либо другие органы человека.
Некоторые врачи в США нелегально используют ЛСД для лечения кластерных головных болей, редкого, но вызывающего чрезвычайно интенсивные болевые ощущения синдрома. Известные лекарственные препараты, также использующиеся для лечения кластерных болей, включают различные эрголины в числе других веществ, что может объяснить подобное действие ЛСД. В исследовании 2006 года был проведён опрос 53 пациентов с синдромом кластерной боли, которые применяли ЛСД и псилоцибин, и большинство из опрошенных сообщило о личном опыте целебного эффекта[значимость факта?]. Это исследование использовало малые дозы веществ, не вызывающие никаких психологических эффектов, что напрямую указывает на возможность использования ЛСД и псилоцибина как эффективного лекарственного средства для лечения синдрома кластерной боли.
Британские нейрофизиологи при помощи МРТ провели исследование активности мозга человека, находящегося под воздействием ЛСД. Результаты опубликованы в журнале Proceedings of National Academy of Sciences (PNAS).

### Психические эффекты
Психические изменения, как правило, начинаются через 15—20 минут после приёма ЛСД; характерны изменения настроения, искажение восприятия окружающей обстановки, когнитивные и поведенческие нарушения. Часто развиваются эйфория, бред отношения и чувство трансцендентности, ощущение неуязвимости, отрешённости:215; могут возникать хаотичная смесь эйфории и дисфории, смешливости и болезненной тревоги, двигательное возбуждение. Развивающиеся вследствие приёма ЛСД эмоциональная лабильность и паранойя могут обусловить развитие приступа паники. Преднамеренно могут быть вызваны или возникнуть спонтанно скачка идей, ускорение мышления и ассоциаций, причём ускорение мышления может привести к серьёзному эмоциональному дистрессу, особенно если препарат принимался в небольших дозах:215.
На второй или третий час после приёма ЛСД могут возникнуть те или иные зрительные нарушения: иллюзии, искажение формы видимых предметов, сужение поля зрения, зрительная устойчивость (фиксация взгляда), нарушения восприятия яркости света и цвета видимых предметов:215—216. Вначале возникают очень яркие вспышки перед глазами, видны неясные контуры и геометрические фигуры, потом эти зрительные нарушения сменяются истинными зрительными галлюцинациями, нередко устрашающими:334. Слуховые галлюцинации развиваются редко:334. Характерным признаком делирия, вызванного употреблением ЛСД, являются необычная яркость возникающих при зрительных галлюцинациях образов, их светящаяся и ослепительная, словно бы фосфоресцирующая окраска.
Может развиваться синестезия, при которой звуки «ощущаются», цвета и их оттенки — «слышатся». Также возможны деперсонализация, дереализация, нарушение восприятия пропорций тела, изменение восприятия пространства и времени (например, ощущение, что время течёт медленней, чем обычно):216. Порой возникает чувство, что «Я» человека отделяется от тела:334.
Отдельные психологические эффекты могут заключаться в усиленном восприятии цветов, «дышащих» или «плавающих» поверхностях предметов и обстановки (стен, пола, потолка) с переливающимися, ползающими формами, чрезвычайно сложных красочных двигающихся узорах, возникающих за закрытыми глазами, и иногда весьма интенсивных и жестоких переживаниях, описываемых как собственное перерождение или испытание смерти (так называемая «эго-смерть»).
Характерен такой эффект, как «ощущение функции своих внутренних органов». В памяти могут оживать события далёкого прошлого — например, события раннего детства, порой даже рождения. Человек может чувствовать, что он «сходит с ума», что он «никогда уже не будет нормальным»:334.
Многие испытывают переживания, описываемые как растворение границы между собственным «Я» и внешним миром.
Поведение человека, принявшего ЛСД, во многом определяется содержанием галлюцинаций и других расстройств. В одних случаях присутствует пассивное созерцание с относительной критикой, человек сознаёт, что психические нарушения обусловлены приёмом препарата. В случае более глубокой интоксикации критика может отсутствовать, наблюдаются психозы с галлюцинаторно-параноидными или маниакально-бредовыми проявлениями:334—335. При психозах, вызванных употреблением ЛСД, на первый план выступает то галлюцинаторно-иллюзорная, то галлюцинаторно-параноидная симптоматика, то шизофреноподобные расстройства (для последних бывает характерна неадекватность эмоций, дурашливость, своеобразность нарушений мышления, сочетающихся с относительно сохранной ориентировкой в окружающем).
В некоторых случаях ЛСД приводит к развитию опасных реакций, таких как психомоторное возбуждение, агрессивность, суицидальные мысли или попытки, развитию опасных ошибочных суждений (например, уверенности, будто человек может летать):215. Последствием применения ЛСД может быть провоцирование актов насилия:145; могут совершаться неадекватные поступки, а порой — и тяжёлые правонарушения.
При приёме больших доз ЛСД на высоте интоксикации возможны глубокие изменения сознания: делирий, сумеречное состояние или онейроид с грёзоподобными переживаниями, носящими религиозный, космический, фантастический характер.
Бредовая интерпретация возникших вследствие приёма ЛСД галлюцинаций порой сохраняется и после их прекращения. Галлюцинаторный параноид длится не более нескольких дней, после чего идёт на убыль:335.
Эффекты, вызываемые ЛСД в психике (в просторечии называемые «трипом»), сильно различаются у разных людей и сильно зависят от таких факторов, как предыдущий психоделический опыт, текущее внутреннее состояние психики, текущей ситуации и внешней обстановки, а также, что немаловажно, общей дозы вещества. Реакция различных людей на одну и ту же дозу может сильно различаться. Эффекты также различаются от трипа к трипу и даже различаются в течение одного трипа. ЛСД-трип может вызывать длительные эмоциональные переживания, иногда остающиеся после психоделического опыта, а для некоторых пользователей вызывать значительные изменения в структуре личности и в отношении к жизни в целом.
Применяется термин «сет и сеттинг» (англ. Set and Setting, «установка и обстановка») — «сет» характеризует зависимость эффектов ЛСД-трипа от общего внутреннего состояния психики, а «сеттинг» — от физического и социального окружения, в котором происходит трип. Если пользователь ЛСД находится в недружелюбной обстановке и внутренне не подготовлен к возможным чрезвычайно мощным искажениям восприятия и мыслительных процессов, эффекты ЛСД, скорее всего, будут весьма неприятными, в отличие от ситуации, когда пользователь находится в комфортных условиях, настроен на хорошее, не напрягается и внутренне открыт к восприятию необычного.
Ряд экспертов до возникновения стандартов доказательной медицины высказывал мнение (нашедшее отражение в обзорной публикации 1959 года), что ЛСД и подобные психоактивные вещества могут быть весьма полезными в психотерапии, особенно в случаях, когда пациенту необходимо разблокировать подавленный подсознательный материал и обычные психотерапевтические методы не работают. Также отмечался большой потенциал ЛСД для лечения алкоголизма. В одном из исследований, как утверждалось в публикации 1959 года, сделан вывод, что «корень терапевтического потенциала ЛСД заключается в его способности вызывать состояние психики, в котором легко происходит положительная самооценка и отказ от эгоистических точек зрения», что предположительно происходит, когда все проблемы психики ставятся «лицом к лицу» для индивидуального внутреннего «Я» человека. В ряде исследований 1950-х годов заявлялось, что использование ЛСД для лечения алкоголизма имеет 50%-й успех.
Ряд знаменитостей публично высказывали комментарии о своём опыте использования ЛСД. Часть этих фактов проистекает из времён, когда ЛСД был легальным в США и Европе, а часть относится к использованию ЛСД в психиатрической практике в 1950-х и 1960-х годах. Но в то же время значительная часть этих заявлений также относится к фактам экспериментирования с ЛСД уже во времена его запрета, в том числе недавних, когда ЛСД использовался философами, художниками, терапевтами и людьми, преследующими духовные и рекреационные цели.

### Побочные эффекты и осложнения
Ряд опытов с использованием ЛСД не выявил способности вещества оказывать негативное влияние на какие-либо ткани, органы человека (даже при хроническом употреблении крупных доз препарата). Однако опасность ЛСД заключается в его глубоком влиянии на психику, которое может оказаться продолжительным и болезненным. Некоторые исследователи эффектов ЛСД отмечают, что при тщательной подготовке эксперимента с употреблением данного вещества и человека, его употребляющего, риск неблагоприятных исходов может быть минимизирован, хотя и не исключён со 100-процентной вероятностью. В свою очередь, установлено, что даже единичное употребление ЛСД может привести к длительному расстройству восприятия, вызванному галлюциногенами (НPPD)
ЛСД вызывает временное изменение психики, и оно может быть довольно серьёзным. Человек под воздействием препарата может не полностью отдавать себе отчёт в происходящих событиях, поэтому особенно опасно принимать ЛСД во время вождения автомобиля, работы на высоте или с вращающимися механизмами, так как это может вызвать аварии и травматизм. Находясь под действием вещества, человек, будучи охваченным чувством неуязвимости и всемогущества, может выйти на дорогу перед движущимся автомобилем или выпрыгнуть из окна, полагая, что в состоянии летать. Однако такие последствия применения ЛСД не настолько часты, как можно посчитать, основываясь на крайне преувеличенных сообщениях в СМИ или на слухах.
Вслед за приёмом ЛСД развивается постинтоксикационный синдром, проявляющийся тяжёлыми депрессивными симптомами, чаще всего ажитированной депрессией, порой с суицидальными тенденциями. Депрессия после приёма ЛСД может длиться от 1 суток до недели. Если депрессивное расстройство затягивается или происходит усложнение симптоматики, то, возможно, имеет место приступ шизоаффективного психоза, спровоцированного галлюциногеном:335.
В большинстве случаев те, кто принимают ЛСД, не ощущают отсроченных и продолжительных личностных изменений, отсроченных и продолжительных изменений работоспособности и жизнедеятельности или ценностных приоритетов. Тем не менее психическая заторможенность, вызванная ЛСД, может продолжаться на протяжении многих дней после его приёма. В некоторых случаях развивается выраженный психоз, сохраняющийся и после того, как организм очищен от препарата. Отмечается, что неизвестно, имели ли эти люди шизофрению, биполярное аффективное расстройство или сильно выраженную депрессию до приёма ЛСД:216—217.
Так как ЛСД является неспецифическим катализатором подсознательных процессов, то его применение может привести ко вскрытию латентных психических проблем, в том числе шизофрении, эпилепсии либо иного постоянного расстройства психики, что особенно вероятно при наличии плохого сета и сеттинга. Однако высказывается мнение, что при надлежащем сеттинге вероятно осознание человеком своих проблем. Более того, исследователями даже предполагается возможность использования ЛСД в лечении, например, детской шизофрении.
Согласно клиническим исследованиям 1960-х годов, в ходе которых почти 5000 добровольцев приняли ЛСД или мескалин в совокупности 25 000 раз, в среднем на 1 тысячу приёмов приходится 1,8 психотического эпизода (в 48 часов после приёма), 1,2 случая попыток самоубийств и 0,4 — совершённого самоубийства. В исследовании отмечается, что лица, совершившие самоубийства, изначально были психически неуравновешены или испытывали зависимость от других наркотических веществ. Психолог Сидней Кохен, руководивший проведением исследований, по получении этих результатов заявил: «Учитывая огромный спектр психологических реакций на ЛСД, это вещество является удивительно безопасным препаратом».
Некоторые «пособия» рекомендуют осуществлять приём ЛСД, особенно в больших дозировках, в присутствии ситтера, то есть человека, который способен обеспечить контроль адекватности происходящего. При этом желательно, чтобы ситтер был на личном опыте знаком с действием ЛСД, а отношения между человеком, употребляющим данный препарат, и ситтером были доверительными, дружественными. Особенно это рекомендуется эмоционально неустойчивым людям, поскольку смена эмоций под действием ЛСД может происходить очень быстро и неконтролируемо: действие любой мысли, как положительной, так и отрицательной, многократно усиливается.
У лиц, злоупотребляющих галлюциногенами, возможно возникновение рецидивов психических расстройств в дальнейшем даже без повторного употребления препаратов. Характерным является развитие галлюцинаторного параноида или галлюцинаторной депрессии:335. Хронические последствия приёма ЛСД (рецидивы галлюцинаций и так называемые «флэшбэки» — возвращение образов и ощущений, возникших при применении препарата) отмечаются у 16—57 % потребителей этого психоделика и часто бывают связаны со стрессовой ситуацией, употреблением другого галлюциногена (как, например, фенциклидин, марихуана) или болезнью. Неясно, что представляют собой эти флэшбэки: являются ли они признаком патологии ЦНС, вызванной действием ЛСД, либо же просто вовлечением элементов нормальной памяти в психотический процесс:217.
Флэшбэки могут возникать через недели, месяцы или годы после приёма ЛСД. Распространённое ранее мнение, что они вызываются накоплением ЛСД в тканях является ошибочным: ЛСД полностью выводится из организма в течение нескольких дней.
Так как ЛСД обладает чрезвычайно низкой токсичностью, для передозировки ЛСД необходим приём огромной дозы препарата. К примеру, соотношение смертельной дозы к «обычной» на основе ЛД50 для различных веществ: витамин A — 9637, ЛСД — 4816, псилоцибин — 641, аспирин — 199, никотин — 21. Таким образом, чтобы принять летальную дозу наркотика, надо превысить дозировку в тысячи раз. На данный момент не существует документальных подтверждений летального исхода от передозировки ЛСД.

#### Хромосомные изменения
В некоторых источниках содержатся утверждения о возможности таких последствий применения ЛСД, как хромосомные изменения:145:247 и рождение детей с различными наследственными заболеваниями:145. Тем не менее согласно исследованию, проведённому на 50 пациентах в британской клинике в Хоршам, а именно в больнице Роффе Парк, результаты которого были опубликованы в 1974 году, хромосомных отклонений от нормы у употребляющих ЛСД обнаружено не было. Исследование было контролируемым, то есть присутствовала контрольная группа, и было соответствие, насколько это возможно, по возрасту, полу и семейному положению. В той же публикации упоминался также вышедший незадолго до того обзор литературы с утверждениями, что ЛСД не вызывает изменения хромосом человека.

## Лечение психических эффектов приёма ЛСД
При лечении психических эффектов приёма ЛСД в первую очередь требуется надёжное, поддерживающее человека спокойное окружение. Во многих случаях оказывается достаточно убедительных заверений в том, что выраженность психических симптомов, возникших из-за действия препарата, ослабнет. Важна поддержка и спокойное поведение друзей больного. Но в случае галлюцинаций, приступов паники или же если действие препарата длится больше 12 часов, может оказаться необходимой фармакологическая терапия: бензодиазепины (диазепам внутрь, лоразепам внутримышечно, которые эффективно помогают снять состояние тревожности и возбуждения). Никакое лекарственное вмешательство не может предотвратить развитие галлюцинаций у людей, уже имевших опыт приёма ЛСД:218.

## Применение
Ряд организаций, в том числе Фонд Бекли, MAPS, Исследовательский институт Хеффтера и Фонд Альберта Хофмана, существуют для финансирования, поощрения и координации исследований в области лекарственного и духовного использования ЛСД и связанных с ним психоделиков. Новые клинические эксперименты с ЛСД на людях начались в 2009 году, впервые за 35 лет. Поскольку ЛСД до сих пор является незаконным во многих регионах мира, потенциальное медицинское использование сильно затрудняется.
В 2001 году в США Управление по борьбе с наркотиками заявило, что ЛСД «производит возбуждающее воздействие, не увеличивает творческий потенциал, имеет длительный положительный эффект при лечении алкоголизма и преступности, не вызывает необратимые психические расстройства и не создаёт мгновенное изменение личности». В последнее время, экспериментальные использования ЛСД включили в лечение алкоголизма, облегчении боли и мигрени, а также в терапии лечения депрессии. Существуют доказательства того, что психоделики вызывают молекулярные и клеточные адаптации, связанные с нейропластичностью, и что они потенциально могут лежать в основе терапевтических преимуществ.

### Психоделическая терапия
В 1950-х и 1960-х годах ЛСД использовался в психиатрии для усиления психотерапии, известной как психоделическая терапия. Некоторые психиатры считали, что ЛСД особенно полезен при помощи пациентам «разблокировать» подавленный подсознательный материал с помощью других психотерапевтических методов, а также для лечения алкоголизма. Одно исследование пришло к выводу: «Корень терапевтической ценности ЛСД опыта заключается в его способности вызывать самопринятие и самоотдачу», предположительно, заставляя пользователя сталкиваться с проблемами в психике этого человека.
В двух недавних обзорах был сделан вывод о том, что выводы, сделанные на основе большинства ранних исследований, ненадёжны из-за серьёзных методологических недостатков. К ним относятся: отсутствие адекватных контрольных групп, отсутствие последующего наблюдения и нечёткие критерии терапевтического результата. Во многих случаях исследованиям не удавалось убедительно продемонстрировать, было ли лекарство или терапевтическое взаимодействие ответственным за какие-либо положительные эффекты.
В последние годы такие организации, как Мультидисциплинарная ассоциация психоделических исследований, возобновили клинические исследования ЛСД.

### Прочие виды применения
В 1950-х и 1960-х годах некоторые психиатры (например, Оскар Джанигер) исследовали потенциальное влияние ЛСД на творчество. Экспериментальные исследования пытались измерить влияние ЛСД на творческую активность и эстетическое восприятие.
С 2008 года продолжаются исследования по использованию ЛСД для облегчения беспокойства неизлечимо онкологических больных, переживающих за неминуемую смерть.
Метаанализ 2012 года обнаружил доказательства того, что однократная доза ЛСД в сочетании с различными программами лечения алкоголизма была связана со снижением злоупотребления алкоголем в течение нескольких месяцев, но в течение одного года эффекта не наблюдалось. Побочные эффекты включали судороги, умеренную спутанность сознания и возбуждение, тошноту, рвоту и странные действия.
ЛСД использовался в качестве лечения кластерных головных болей с положительными результатами в некоторых небольших исследованиях.
ЛСД может обладать обезболивающими свойствами, связанными с болью у неизлечимо больных пациентов и фантомной болью, и может быть полезен для лечения воспалительных заболеваний, включая ревматоидный артрит.

## Взаимодействие с другими психоактивными препаратами
Смешение ЛСД с другими психоактивными веществами не исследовано в достаточной степени.
Антидепрессанты могут значительно преобразить ЛСД-трип и изменить его интенсивность и длительность. Регулярный приём трициклических антидепрессантов в течение длительного времени усиливает действие ЛСД, как и регулярный длительный приём лития. Регулярный длительный приём ингибиторов МАО или селективных ингибиторов обратного захвата серотонина, напротив, ослабляет действие ЛСД. Нейролептики ослабляют и частично снимают некоторые эффекты.

## Известные личности
Некоторые известные люди публично прокомментировали свой опыт приёма ЛСД. Часть этих комментариев относится к эпохе, когда ЛСД был легально доступен в США и Европе для немедицинского использования, а другие относятся к психиатрическому лечению в 1950-х и 1960-х годах. Третьи описывают опыт с нелегальным ЛСД, полученный в философских, художественных, терапевтических, духовных или развлекательных целях.
- У. Х. Оден, поэт, однажды сказал: «Я сам принимал мескалин и ЛСД один раз. Кроме лёгкой шизофренической диссоциации, отделением „Я“ от „Не я“, включая моё тело, вообще ничего не произошло»[114]. Он также сказал: «ЛСД был настоящим морозом. … То, что он, кажется, разрушает, — это силу общения. Например, я слушал записи, сделанные очень красноречивыми людьми под воздействием ЛСД, и они говорят абсолютную чушь. Возможно, они увидели что-то интересное, но они определённо теряют либо силу, либо желание общаться»[115]. Он также сказал: «Ничего особенного не произошло, но у меня сложилось отчётливое впечатление, что некоторые птицы пытались связаться со мной»[116].
- Ричард Фейнман, выдающийся физик из Калифорнийского технологического института, попробовал ЛСД во время своей профессорской работы. Фейнман в значительной степени обошёл этот вопрос, когда диктовал свои анекдоты; он мимоходом упоминает свой опыт с ЛСД в разделе «O Americano, Outra Vez»[117][118].
- Билл Гейтс в интервью Playboy намекнул, что пробовал ЛСД в юности[119].
- Олдос Хаксли, автор книги «О дивный новый мир», стал потребителем психоделиков после переезда в Голливуд. Он был на переднем крае использования контркультурой психоделических наркотиков, что привело к его работе 1954 года «Двери восприятия». Умирая от рака, он попросил свою жену 22 ноября 1963 года ввести ему 100 мкг ЛСД. Он умер позже в тот же день[120].
- Стив Джобс, соучредитель и бывший генеральный директор Apple Inc., однажды сказал: «Приём ЛСД был для меня глубоким опытом, одной из самых важных вещей в моей жизни»[121].
- Эрнст Юнгер, немецкий писатель и философ, на протяжении всей своей жизни экспериментировал с такими наркотиками, как эфир, кокаин и гашиш; позже в жизни он начал употреблять мескалин и ЛСД. Эти эксперименты были всесторонне описаны в его книге Annäherungen (с нем. — «Сближение»). На роман «Визит в Годенхольм» явно повлияли его ранние эксперименты с мескалином и ЛСД. Он встретился с изобретателем ЛСД Альбертом Хофманом, и они несколько раз принимали ЛСД вместе. В мемуарах Хофмана «ЛСД — мой трудный ребёнок» описаны некоторые из этих встреч[122].
- В интервью 2004 года Пол Маккартни сказал, что песни The Beatles «Day Tripper» и «Lucy in the Sky with Diamonds» были вдохновлены трипами под ЛСД[123]. Тем не менее, Джон Леннон неоднократно заявлял на протяжении многих лет, что тот факт, что инициалы «Lucy in the Sky with Diamonds» прописывают «LSD» — не больше, чем случайность (название произошло от картины, нарисованной его сыном Джулианом), и что участники группы не замечали этого, пока песня не была выпущена, и Пол Маккартни не подтвердил эту историю[124]. Джон Леннон, Джордж Харрисон и Ринго Старр также употребляли наркотик, хотя Маккартни предупреждал, что «влияние наркотиков на музыку Beatles легко переоценить»[125].
- Мишель Фуко получил ЛСД опыт вместе с Симеоном Уэйдом, находясь в Долине Смерти и позже написал: «Это был величайший опыт в его жизни, и он глубоко изменил его жизнь и его работу»[126]. По словам Уэйда, сразу же вернувшись в Париж, Фуко выбросил вторую рукопись «Истории сексуальности» и полностью переосмыслил весь проект[127].
- Оливер Сакс, невролог, известный тем, что писал бестселлеры о расстройствах и необычных переживаниях своих пациентов, рассказывает о своём собственном опыте с ЛСД и другими химическими веществами, изменяющими восприятие, в своей книге «Галлюцинации»[128].

### Влияние на науку
Встречаются утверждения о всемирно известных учёных и других деятелях, которые совершали свои основные открытия под воздействием ЛСД или других психотропных веществ. Эти утверждения не всегда достоверны:
- Лауреат Нобелевской премии (1962 год) Фрэнсис Крик, согласно распространённой городской легенде, открыл молекулярную структуру ДНК под воздействием ЛСД. Эта легенда возникла после смерти Крика и не подтверждается достоверными свидетельствами о его биографии.[129]
- Лауреат Нобелевской премии (1993 год) Керри Муллис выступал в защиту использования ЛСД. Он заявлял, что визуализация полимеразной цепной реакции — открытие, за которое им была получена Нобелевская премия — произошла благодаря принятию ЛСД[130].

### Научные исследователи
- Альберт Хофман
- Кен Кизи
- Тимоти Лири
- Станислав Гроф
- Александр Шульгин
- Атанассиос Кафкалидес[131]
- Джон Лилли
- Ричард Олперт (Рам Дасс)
- Ральф Мецнер
- Оскар Джанигер[англ.]

## Правовой статус
В соответствии с конвенцией ООН «О психотропных веществах» 1971 года в большинстве стран мира ЛСД запрещён.
В России, как и в ряде других стран, существуют законодательные ограничения оборота наркотиков, в том числе и ЛСД. Постановлением Правительства РФ ЛСД включён в перечень наркотических средств, оборот которых запрещён на территории РФ. Главное управление по контролю за оборотом наркотиков МВД России в настоящее время занимается противодействием незаконному обороту наркотических средств. На начало 2009 года следующие законодательные акты ограничивают распространение наркотиков в Российской Федерации:
- Уголовный кодекс Российской Федерации. По статье 228 УК РФ незаконные приобретение, хранение, перевозка, изготовление, переработка ЛСД без цели сбыта в значительном размере (для ЛСД — 0,0001 г или 100 мкг) наказывается лишением свободы сроком до трёх лет, в крупном размере (для ЛСД — 0,005 г или 5 мг) — на срок от 3 до 10 лет, в особо крупном размере (для ЛСД — 0,1 г или 100 мг)[134] наказываются лишением свободы на срок от десяти до пятнадцати лет[135]. В случае организации систематического производства — на срок до 20 лет[136].
- Федеральный закон РФ о наркотических средствах и психотропных веществах от 8 января 1998 года № 3-ФЗ.
- Федеральный закон о лекарственных средствах от 22.06.1998 № 86-ФЗ.
- Приказ МВД РФ, Минюста РФ, Минздрава РФ, Минэкономики РФ, ГТК РФ, ФСБ РФ и ФПС РФ от 9 ноября 1999 года № 840/320/388/472/726/530/585 «Об утверждении Инструкции о порядке изъятия из незаконного оборота наркотических средств, психотропных веществ и их прекурсоров, инструментов и оборудования, находящихся под специальным контролем и используемых для производства и изготовления наркотических средств и психотропных веществ, а также их учёта, хранения, передачи, использования и уничтожения».
- Перечень наркотических средств, психотропных веществ и их прекурсоров, подлежащих контролю в Российской Федерации (утверждён Постановлением Правительства РФ № 681 от 30 июня 1998 года)[137].

В разных странах антинаркотическое законодательство формируется в зависимости от государственной политики в отношении наркомании. В США наказание за хранение и распространение ЛСД варьируется от штата к штату — в Орегоне хранение небольших объёмов (до 40 марок) для личного потребления декриминализовано, в некоторых штатах (таких как Вашингтон, Колорадо, Нью-Джерси и Нью-Гемпшир) наказание за хранение и распространение ЛСД являются более мягкими, чем для других наркотиков.Также во многих штатах (Техас, Юта, Коннектикут и другие) легализовано медицинское и научное применение ЛСД при сохранении запрета на рекреационное использование. В странах Европы подход направлен в первую очередь на ограничение негативных социальных последствий, таких как рост преступности и ВИЧ-инфекции, и только затем на ограничение распространения наркосодержащих веществ.
Строгость наказания значительно варьируется от страны к стране. Так, например, в европейских странах за распространение и сбыт наркотиков можно получить следующие сроки тюремного заключения:
- Великобритания и Греция — вплоть до пожизненного;
- Австрия, Франция и Швейцария — до 20 лет;
- Дания и Германия — до 15 лет;
- Швеция — до 10 лет;
- Венгрия — до 8 лет;
- Польша — до 7,5 лет.

На Ближнем Востоке и в некоторых странах Африки и Азии за распространение наркотиков положена смертная казнь. В частности, казнь положена в Иране, причём в статье № 4 Закона «О борьбе с употреблением наркотиков» указывается, что её целесообразно совершать в общественных местах. В арабских странах казнь проводится, как правило, путём отрубания головы, в бывших французских колониях — расстрелом, в британских — через повешение.
В некоторых странах законодательство предусматривает ответственность и за употребление наркотиков. Так, например, в Греции — это тюремное заключение на срок от 2 до 5 лет.
Существуют международные соглашения, регламентирующие список наркотических веществ. Основным документом является Единая конвенция о наркотических средствах (Нью-Йорк, 30 марта 1961 года, с изменениями от 25 марта 1972 года), в которой определён список веществ и препаратов, относящихся к наркотическим веществам, дана их классификация, сформирована нормативно-правовая база, описаны основные меры противодействия распространению наркосодержащих веществ и сформированы механизмы международного взаимодействия в борьбе с производством и распространением наркотиков. Данная конвенция носит рекомендательный характер, но в то же время является одним из основополагающих документов, обеспечивающих международное сотрудничество в сфере борьбы с наркотиками.

## Способы выявления

### Во внешней среде
Чистый ЛСД не имеет цвета и запаха и быстро разлагается под воздействием ультрафиолета. Кроме того, типичная рекреационная доза ЛСД крайне мала — до нескольких сотен микрограммов — что затрудняет его обнаружение. Наиболее распространённые формы выпуска ЛСД достаточно узнаваемы; содержание вещества также можно косвенно выявить при помощи ультрафиолетового излучения (так как ЛСД обладает флуоресценцией). Несмотря на отсутствие воспринимаемого для человека запаха, тренированные собаки могут учуять ЛСД благодаря малейшим загрязнениям при производстве вещества.
Химически наличие ЛСД выявляется при помощи реагента Хоффмана или реагента Эрлиха.

### В организме человека
Наличие ЛСД в организме выявляется путём теста на наличие ЛСД в моче с помощью, например, иммуноферментного анализа. Существуют как специфические для данного вещества тесты, так и комплексные. Вследствие низких концентраций эффективной дозы ЛСД в организме в целом и быстрого участия его в обмене веществ, а также быстрого выведения из организма обнаружить наркотик можно обычно в течение только 2—5 дней после приёма.

## Смертельная доза
В 2015 году произошёл уникальнейший случай — 46-летняя женщина вынюхала 55 миллиграммов того, что, по её мнению, было кокаином. На самом же деле это был чистый «ЛСД» в порошкообразной форме. Исследователи определили типичную «рекреационную» дозу ЛСД как 100 мкг, иными словами, ― женщина превысила её в колоссальные 550 раз, впрочем, этот случай оказался не смертельным и положительным образом сказался на её уровне восприятия боли и дальнейшем отказе от морфия. Не существует достоверных сведений о смертельных дозах «кислоты», но, по оценкам авторов исследования, 14 000 микрограммов, вероятно, будут смертельными для человека.